# Gazprom-Media
Gazprom-Media (in russo ОАО Газпром-Медиа?) è la più grande holding mediatica russa. Venne fondata nel 2000 come una sussidiaria della Gazprom. Nel 2000 ha comprato la NTV come anche altri asset del gruppo Media Most di Vladimir Gusinskij, che ha portato a molte controversie e alla revisione della politica editoriale. Nel 2005 Gazprom-Media comprò la Izvestija, un importante quotidiano nazionale, e nell'agosto 2005 la Gazprom vendette il gruppo alla Gazprombank.

## Settori d'interesse

### Televisione
- 2x2
- NTV
- Match!
- TV-3
- TNT
- TNT4
- Super
- Pjatnica!

### Radio
- AvtoRadio
- CITY-FM
- Comedy radio
- Echo di Mosca (in passato)
- Humor FM
- Kids Radio
- NRJ Russia
- Relax FM
- Romantica

### Pubblicazioni cartacee
- 7Dnej[1]
- Itogi[2]
- Karavan istorij
- Kollekcija Karavan istorij
- Tribuna
- Peterburgskij Čas Pik

### Internet
- RuTube

### Cinema
- Central Partnership
- Comedy Club Production
- Red Media
- NTV-Kino
- October Cinema & Crystal Palace Cinema

## Direttori generali
- Viktor Iljušin (dicembre 1997 – giugno 1998)
- Sergej Zverev (giugno 1998 – Maggio 1999)
- Aleksandr Astaf'ev (1999–2000)
- Alfred Koch (giugno 2000 - ottobre 2001)
- Boris Jordan (ottobre 2001 - gennaio 2003)
- Aleksandr Dybal (gennaio 2003 – giugno 2004)
- Nikolaj Senkevič (luglio 2004 – in carica)

## Consiglio di amministrazione
- Dmitrij Černyšenko (capo)
- Il'ja Eliseev
- Nikolaj Senkevič
- Sergej Ušakov
- Konstantin Čujčenko

## Comitato di gestione
- Nikolaj Senkevič (CEO, Direttore generale)
- Igor Gojchberg (Vice direttore generale)
- Sergej Petrov (Direttore delle finanze)
- Jan Piskunov (Responsabile del dipartimento legale)
- Dmitrij Samochin (Direttore generale di NTV Plus)